# 小林站 (宮崎縣)
小林站（日语：／ Kobayashi eki */?）是位於宮崎縣小林市，屬於九州旅客鐵道（JR九州）
吉都線的車站。本站為小林市的中心車站，也是吉都線內唯一的有人站。

## 車站構造

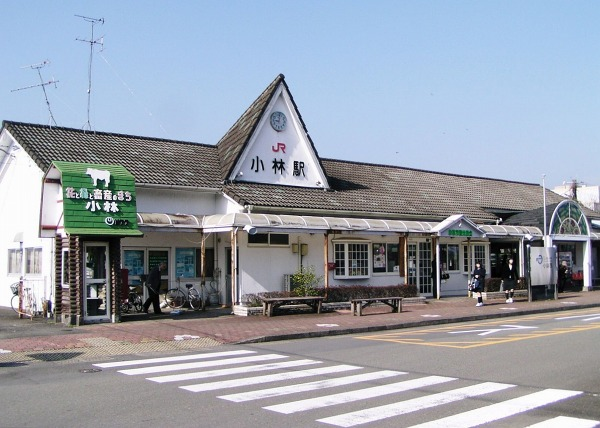
已拆卸的舊站房（2005年3月）

本站為島式月台1面2線的地上站，靠站房側為1號線，兩月台間透過平面與鐵路交叉連接。本站目前有一座木造站房，站內有小林市旅遊服務站進駐。本站的車站業務委託JR九州子公司九州交通企畫執行。

## 歷史
- 1912年10月1日：鐵道院國有鐵道宮崎線吉松至本站開通，開業，為終點站，稱為「小林町站」（こばやしまち）[1]。
- 1913年5月11日：宮崎線由本站伸延至谷頭，改為中途站[2]。
- 1951年3月1日：改稱為小林站。
- 1987年4月1日：國鐵分割民營化，車站由九州旅客鐵道（JR九州）承繼。

## 使用人數
2021年度的1日平均乘車人數為344人，是整條吉野線中使用人數最多的車站，也是唯一能打入JR九州首300位的車站。
而近年的1日平均乘車人數如下：
| 年度   | 1日平均 乘車人數 |
| ------ | ---------------- |
| 1996年 | 868              |
| 1997年 | 833              |
| 1998年 | 859              |
| 1999年 | 839              |
| 2000年 | 844              |
| 2001年 | 784              |
| 2002年 | 705              |
| 2003年 | 677              |
| 2004年 | 657              |
| 2005年 | 628              |
| 2006年 | 608              |
| 2007年 | 584              |
| 2008年 | 604              |
| 2009年 | 585              |
| 2010年 | 579              |
| 2011年 | 549              |
| 2012年 | 591              |
| 2013年 | 546              |
| 2014年 | 488              |
| 2015年 | 447              |
| 2016年 | 458              |
| 2017年 | 468              |
| 2018年 | 424              |
| 2019年 | 393              |
| 2020年 | 366              |
| 2021年 | 344              |

## 相鄰車站
九州旅客鐵道
吉都線
西小林－小林－廣原

## 外部連結
- JR九州－小林站 （页面存档备份，存于）（日語）